# هاپ دیپیو
هاپ دیپیو (انگلیسی: Hap Depew؛ ۳۰ مارس ۱۸۸۷ – ۱۱ آوریل ۱۹۴۰) فیلم‌بردار اهل ایالات متحده آمریکا بود.
از فیلم‌هایی که وی در آن‌ها نقش داشته‌است، می‌توان به حریره و شیر و برادر شیطان اشاره نمود.